# 브르노-트루자니 공항

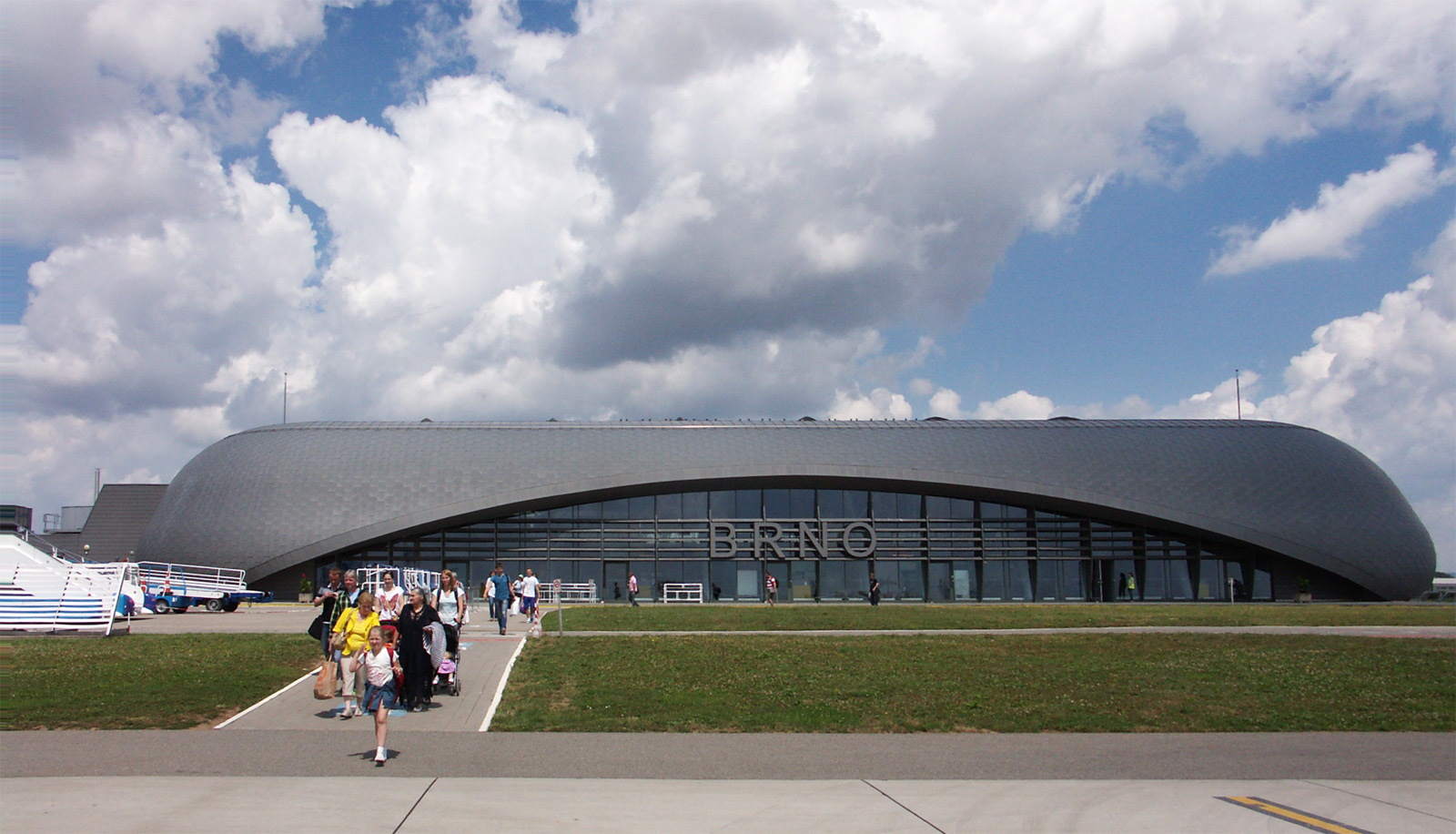
브르노-트루자니 공항 외관

브르노-트루자니 공항(IATA: BRQ, ICAO: LKTB, 체코어: Letiště Brno-Tuřany)은 체코 남모라바주 브르노에 있는 공항이다. 브르노 도심에서 약 7.5 km (5 mi) 떨어져 있다.
체코에서 두 번째로 분주한 공항이다.